# 第13竜騎兵落下傘連隊 (フランス軍)
第13竜騎兵落下傘連隊（だいじゅうさんりゅうきへいらっかさんれんたい、13e régiment de dragons parachutistes：13e RDP）は、フランス陸軍の連隊。特殊作戦旅団隷下でモゼル県デューズに駐屯する。
フランス軍において特殊作戦を統括する特殊作戦司令部の指揮・調整によって運用される。
連隊の主たる任務は偵察で、フランス軍において随一の能力を誇る。
陸軍の精鋭部隊である第1海兵落下傘連隊、第2外人落下傘連隊の空挺コマンドーグループ、フランス国家憲兵隊のGIGNとも連携して作戦を遂行することが多い為、頻繁に合同訓練をしている。

## 沿革
- 1676年：バーブジール侯爵によって、ラングドック騎兵連隊が創設される。
- 1724年：コンデ竜騎兵連隊に改名。
- 1815年：第13竜騎兵連隊となる。
- 1855年：ウジェニー竜騎兵連隊に改名。
- 1870年：再び、第13竜騎兵連隊となる。
- 1936年：オチキスH35やソミュアS35の装備、機械化部隊になる。
- 1940年：対独戦において90%の損害を受けて壊滅。
- 1944年：自由フランス軍の隷下で再編制される。
- 1946年：解隊される。
- 1952年：第13竜騎兵落下傘連隊として再編制される。
- 1955年：アルジェリア戦争に参加。（～1961年まで）
- 1963年：デューズに移駐する。
- 2002年：BFSTはCFSTの改編に伴い、統合特殊作戦司令部（COS）創設。同年7月1日に特殊作戦旅団の隷下に入る。

## 最新の編制

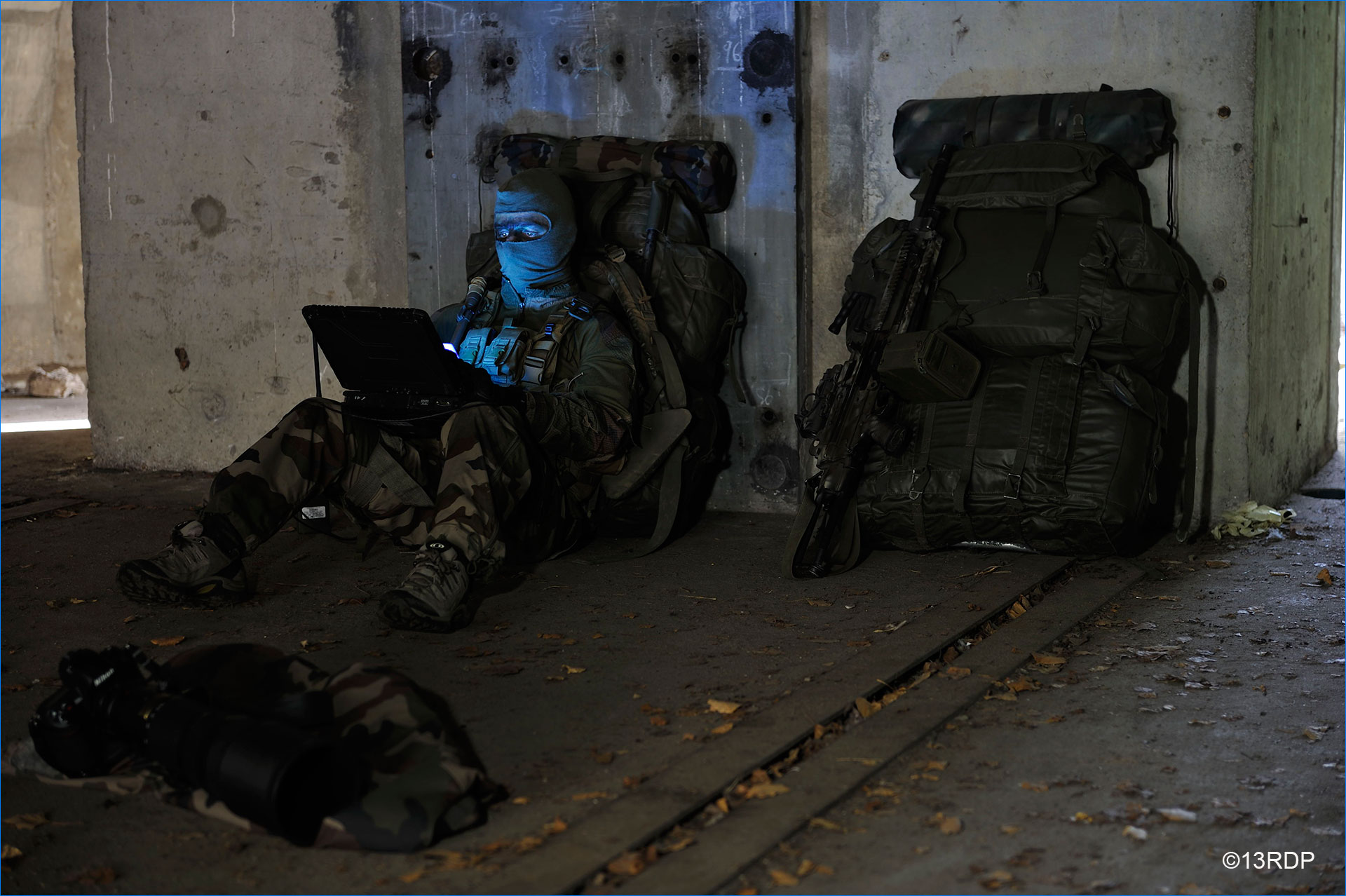
第13竜騎兵落下傘連隊の偵察兵

- 連隊本部
- 本部管理中隊(ECL)
- 管理支援中隊(EAS)
- 第1中隊 - （特殊作戦教育）
- 第2中隊
- 第3中隊
- 第4中隊
- 第5中隊
- 第6中隊 - （通信）
- 第7中隊 - （予備役訓練）

## 主要装備
- FA-MAS
- H&K HK416
- AA-52（車載機銃）
- ミニミ軽機関銃
- H&K MP5
- グロック17
- ミラン
- FIM-92 スティンガー
- VBL
- P4